# بيث ألين (ممثلة)
بيث ألين (بالإنجليزية: Beth Allen)‏ هي ممثلة نيوزيلندية، ولدت في 28 مايو 1984 في أوكلاند في نيوزيلندا.

## وصلات خارجية
- بيث ألين (ممثلة) على موقع IMDb (الإنجليزية)
- بيث ألين (ممثلة) على موقع أول موفي (الإنجليزية)
- بيث ألين (ممثلة) على موقع قاعدة بيانات الفيلم (الإنجليزية)